# Haapsalu
Haapsalu (deutsch und schwedisch Hapsal, finnisch auch Haapsalo oder Haapasalo; russisch Хаапсалу, Гапсаль) ist eine Stadt in Estland.

## Geografie
Haapsalu liegt an der Westküste von Estland und ist ähnlich wie Pärnu ein Kurort mit mildem Klima.
Wegen ihrer vielen Wasserläufe wird die Stadt in Estland auch das „Venedig des Nordens“ oder „Venedig an der Ostsee“ genannt.

## Geschichte
Die Stadt wurde zwischen 1260 und 1270 gegründet. Sie geht auf den hier gegründeten Sitz des Bistums Ösel-Wiek unter seinem Bischof Hermann II. von Buxhoeveden (1230–1285) zurück. Die erste urkundliche Erwähnung erfolgte 1279, als der damals Hapsal genannte Ort für 300 Jahre zum Zentrum des Bistums wurde. Die beeindruckende, auf einer künstlichen Anhöhe liegende Bischofsburg, die von einer 803 m langen Mauer umgeben und als Ruine erhalten ist, erinnert noch heute an diese Zeit.

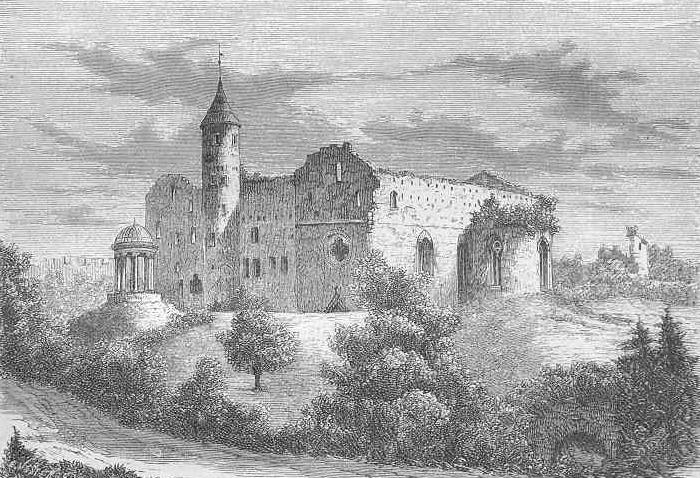
Burg Hapsal (1889)

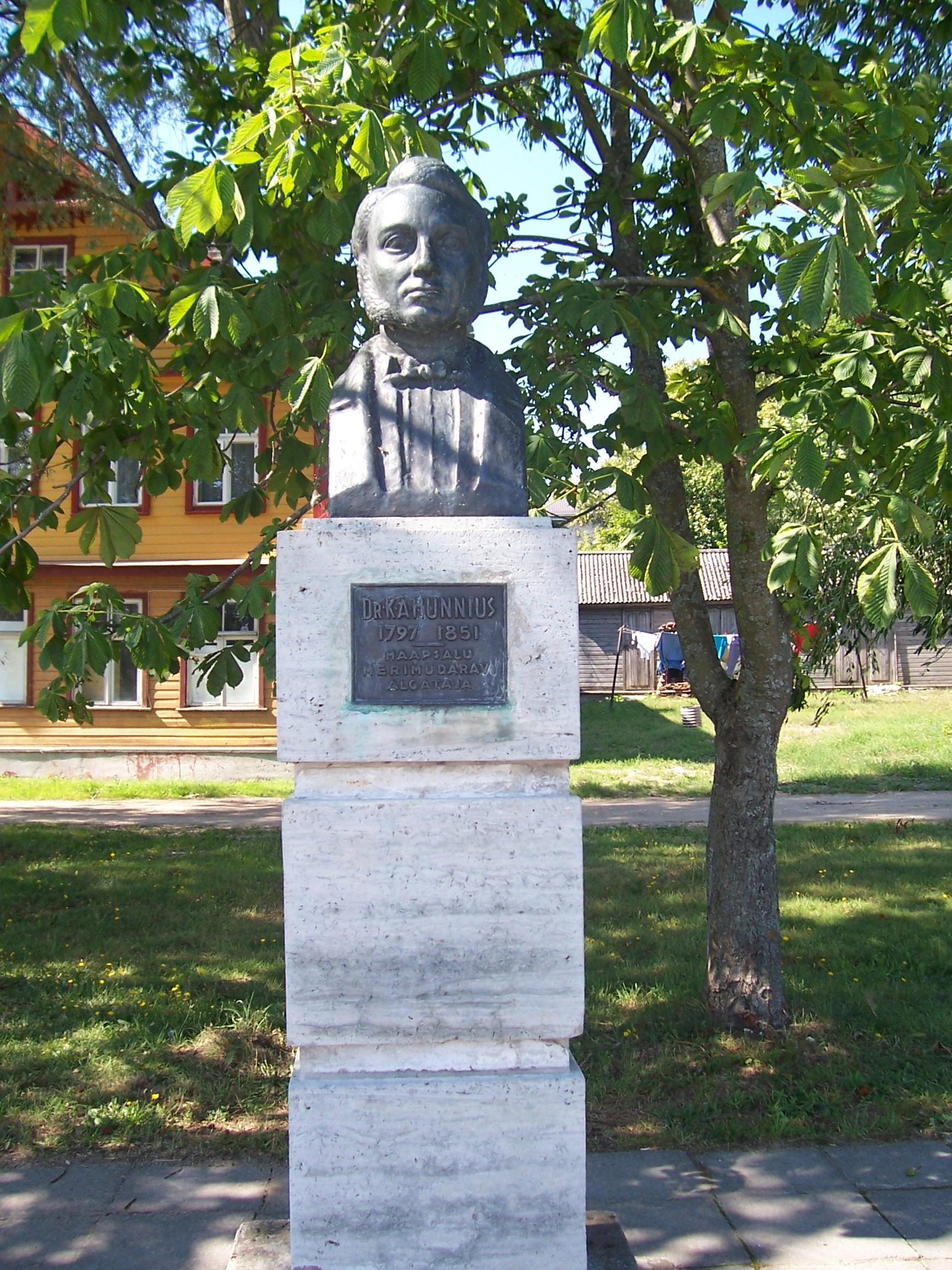
Denkmal für Carl Abraham Hunnius

Als der Bischofssitz nach Arensburg (heute Kuressaare) wechselte, verlor die Stadt mehr und mehr an Bedeutung. Diese Entwicklung endete erst zu Beginn des 19. Jahrhunderts. Der deutschbaltische Arzt Carl Abraham Hunnius entdeckte damals die heilende Wirkung des Schlamms von Haapsalu, gründete 1825 ein erstes Sanatorium und etablierte die Stadt schnell als mondänen Kurort. Es wurden Seebäderhäuser und Schlammheilstätten gebaut. Die russische Zarenfamilie Romanow schätzte den Kurort, der früher wie heute besonders im Sommer viele estnische und ausländische Besucher anzieht.
2017 wurde die Landgemeinde Ridala nach Haapsalu eingegliedert. Dadurch vergrößerte sich Haapsalu um eine Fläche von 253 km², aber nur um rund dreieinhalbtausend Einwohner. Neben der eigentlichen Stadt Haapsalu mit über 11.000 Einwohnern auf 10,59 km² besteht die Stadtgemeinde Haapsalu nun zusätzlich aus zwei Großdörfern (Paralepa und Uuemõisa) und 56 Dörfern.
| Jahr                                                              | 1934  | 1959  | 1970   | 1979   | 1989   | 2004   | 2014   | 2017 (1) | 2017 (2) | 2018   | 2025   |
| Einwohner                                                         | 4.649 | 8.567 | 11.483 | 13.035 | 13.035 | 11.876 | 10.316 | 9.946    | 13.210   | 13.142 | 13.196 |
| Angaben 2017 vor (1) und nach (2) der Neugliederung der Gemeinden |       |       |        |        |        |        |        |          |          |        |        |

## Politik

### Stadtrat
Der Stadtrat wird auf vier Jahre gewählt und besteht aus 25 Mitgliedern. Nach den Kommunalwahlen in Estland 2017 wurde Jaanus Karilaid (Estnische Zentrumspartei) Vorsitzender des Stadtrates.
Bürgermeister der Stadt ist Urmas Sukles (parteilos).

### Städtepartnerschaften
Haapsalu pflegt Städtepartnerschaften mit
- Rendsburg in Deutschland (seit 1989)
- Eskilstuna in Schweden
- Fundão in Portugal (seit 2004)
- Greve in Chianti in Italien
- Haninge in Schweden
- Hanko in Finnland
- Uman in der Ukraine
- Bethlehem in den Palästinensischen Autonomiegebieten
- Ikšķile in Lettland

## Kultur und Sehenswürdigkeiten

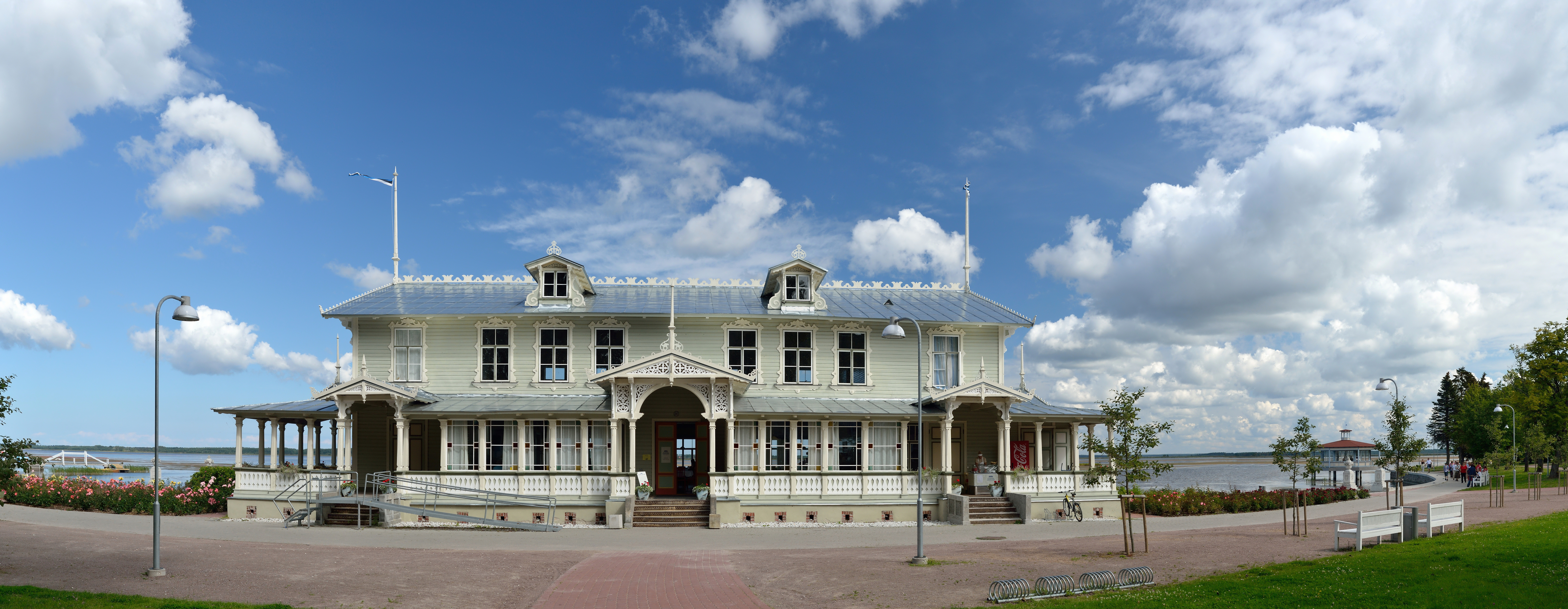
Kurhaus von Haapsalu

Das kulturelle Leben erwacht in Haapsalu im Sommer. Dann finden in dem Küstenstädtchen mehrere Festivals statt.

### Bauwerke
Die Hauptsehenswürdigkeiten sind das Bischofsschloss, die Promenade (Promenaad), auf der schon Künstler wie Pjotr Iljitsch Tschaikowski und der Maler Nikolai Roerich flanierten, und der Kursaal (Kuursaal, gebaut 1898).
Haapsalu ist reich an Jugendstil-Villen, die nach und nach restauriert werden. Das wahrscheinlich älteste heute noch erhaltene Denkmal für Friedrich Schiller steht seit 1957 im Läänemaa Muuseum der Stadt. Es wurde 1813 auf der nahegelegenen Halbinsel Puhtu (deutsch Pucht) von Dorothea Augusta von Rosen (1781–1826), einer Bekannten von Schillers Frau, errichtet.

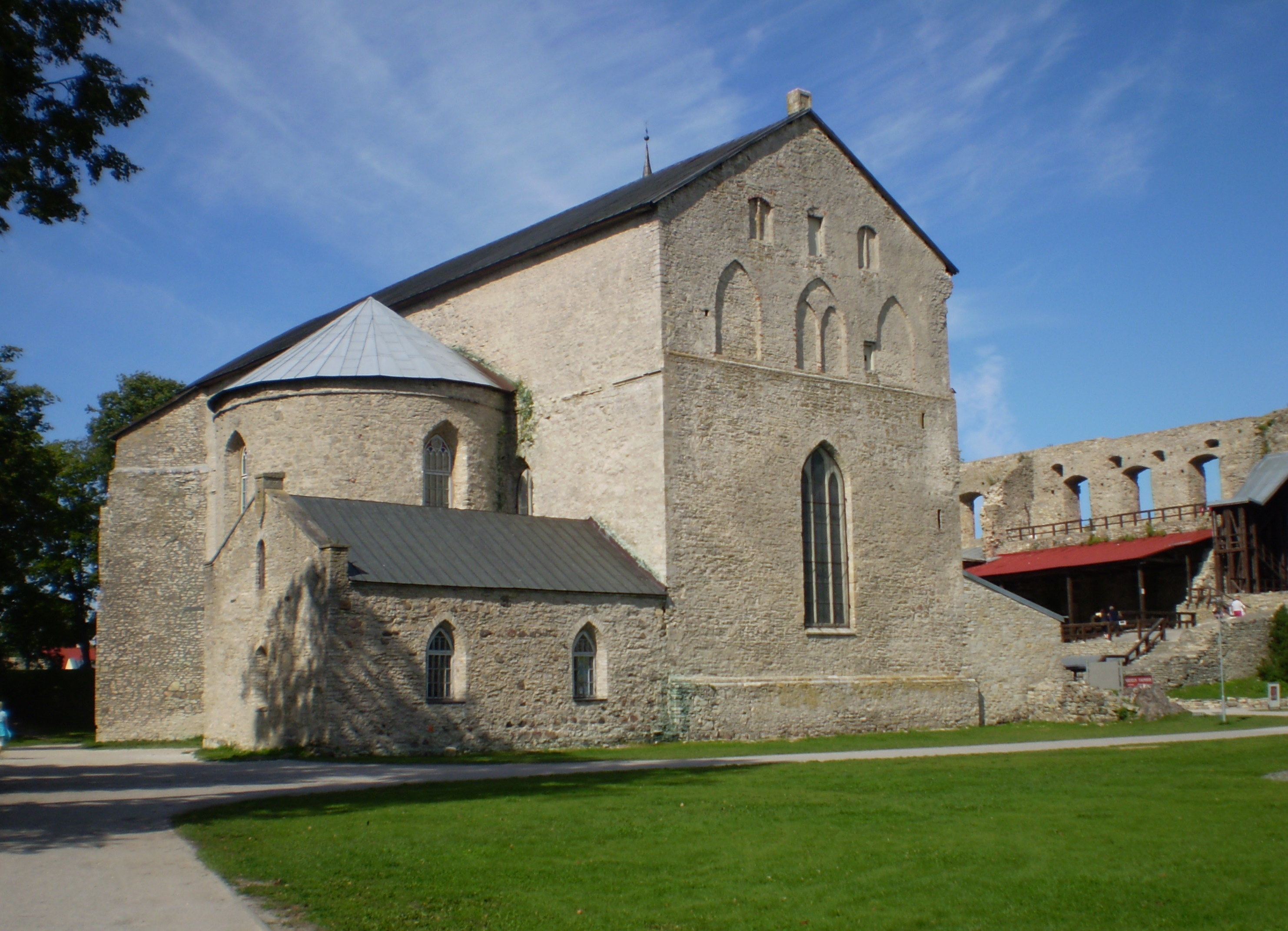
Bischofsburg der Bischöfe von Ösel-Wiek
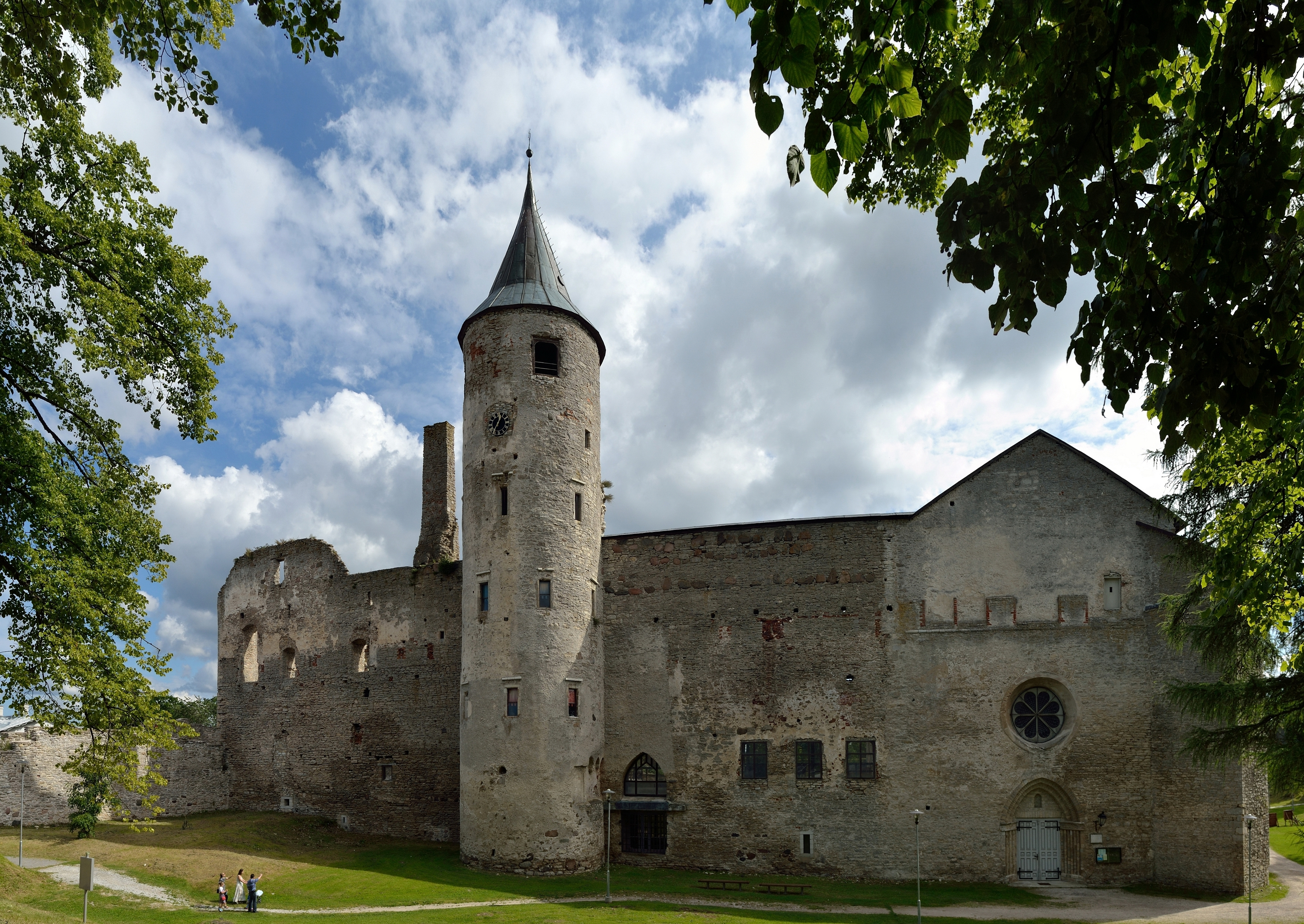
Burgruine
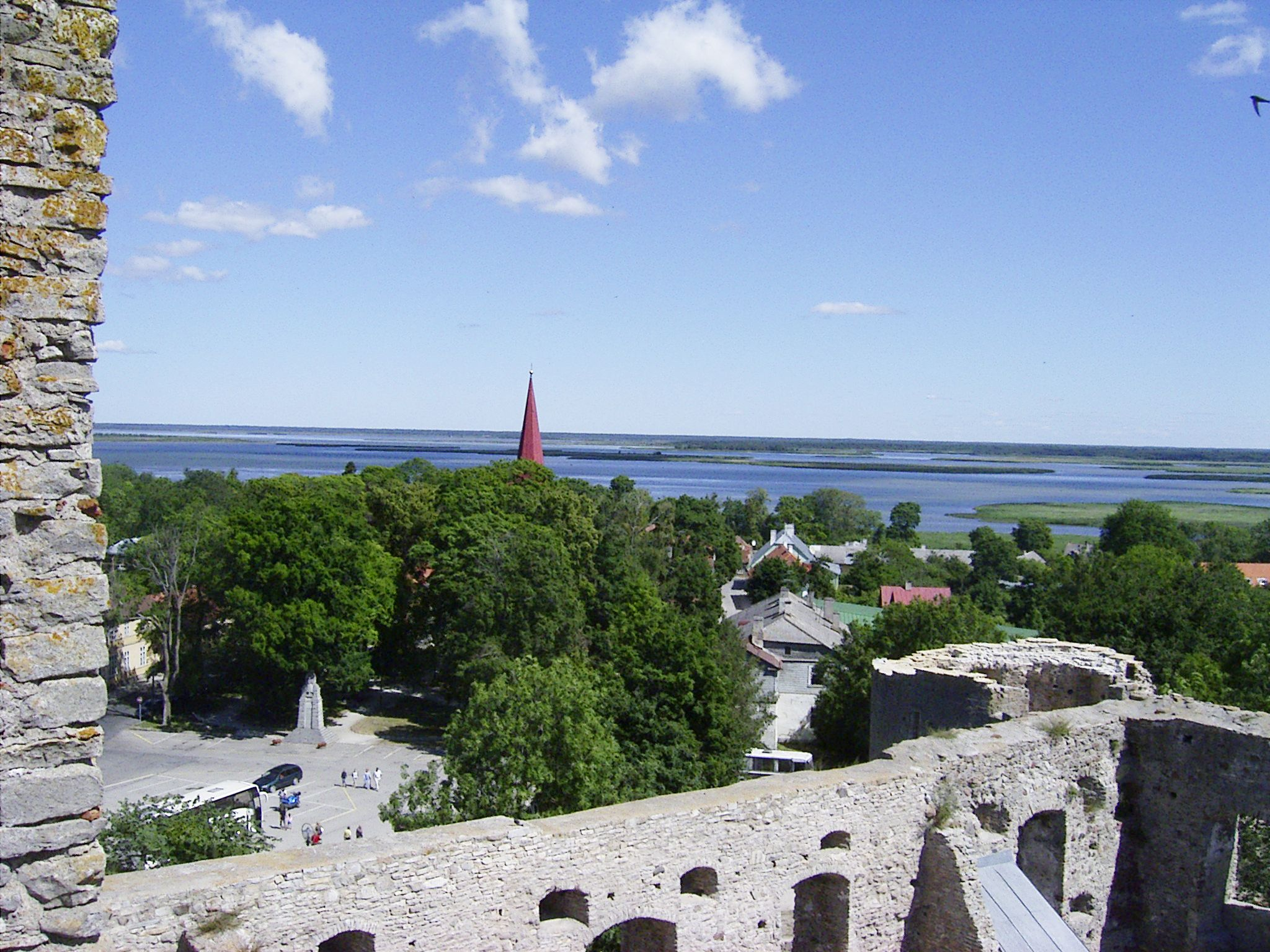
Blick von der Bischofsburg
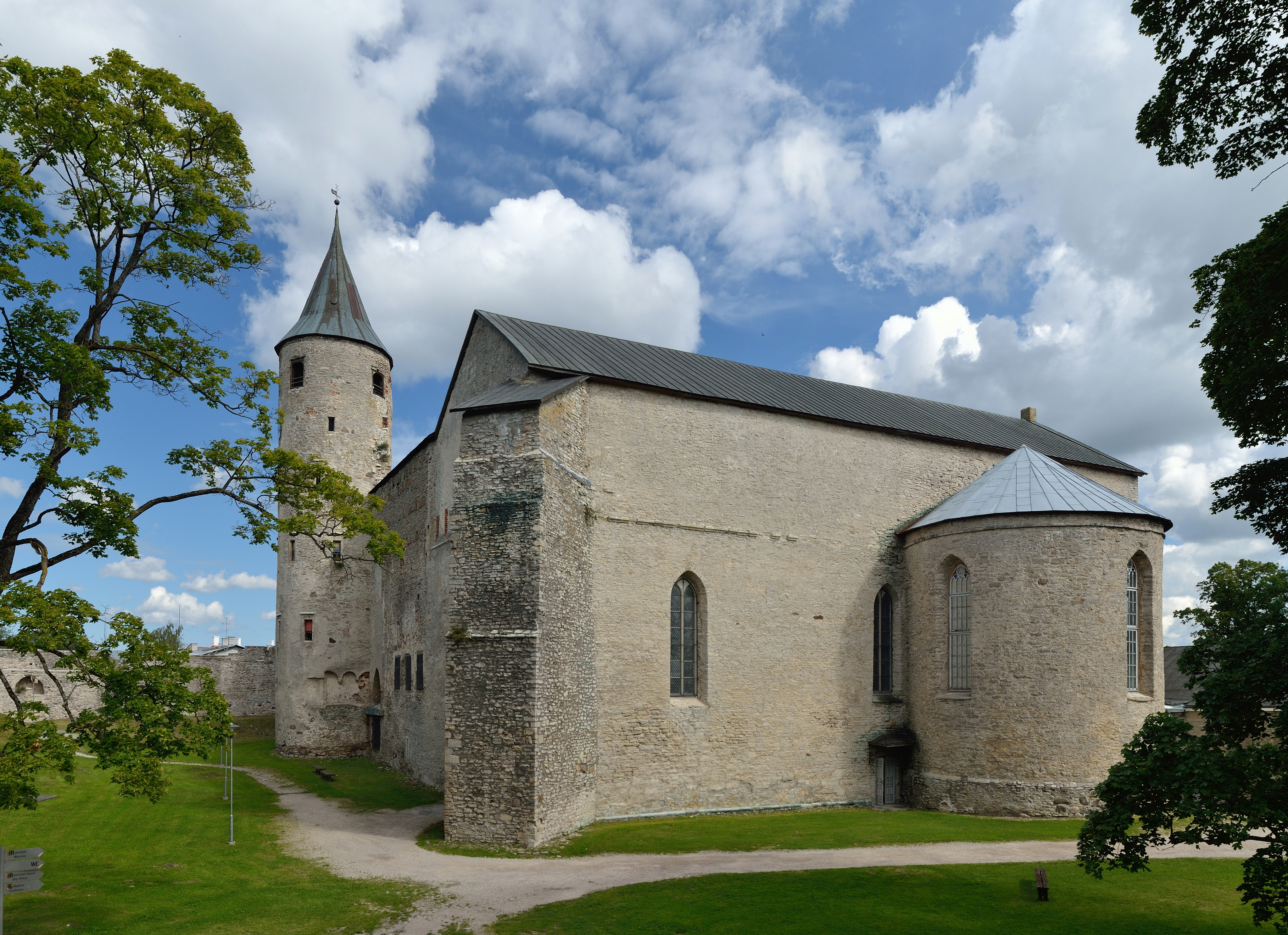
Burgkirche
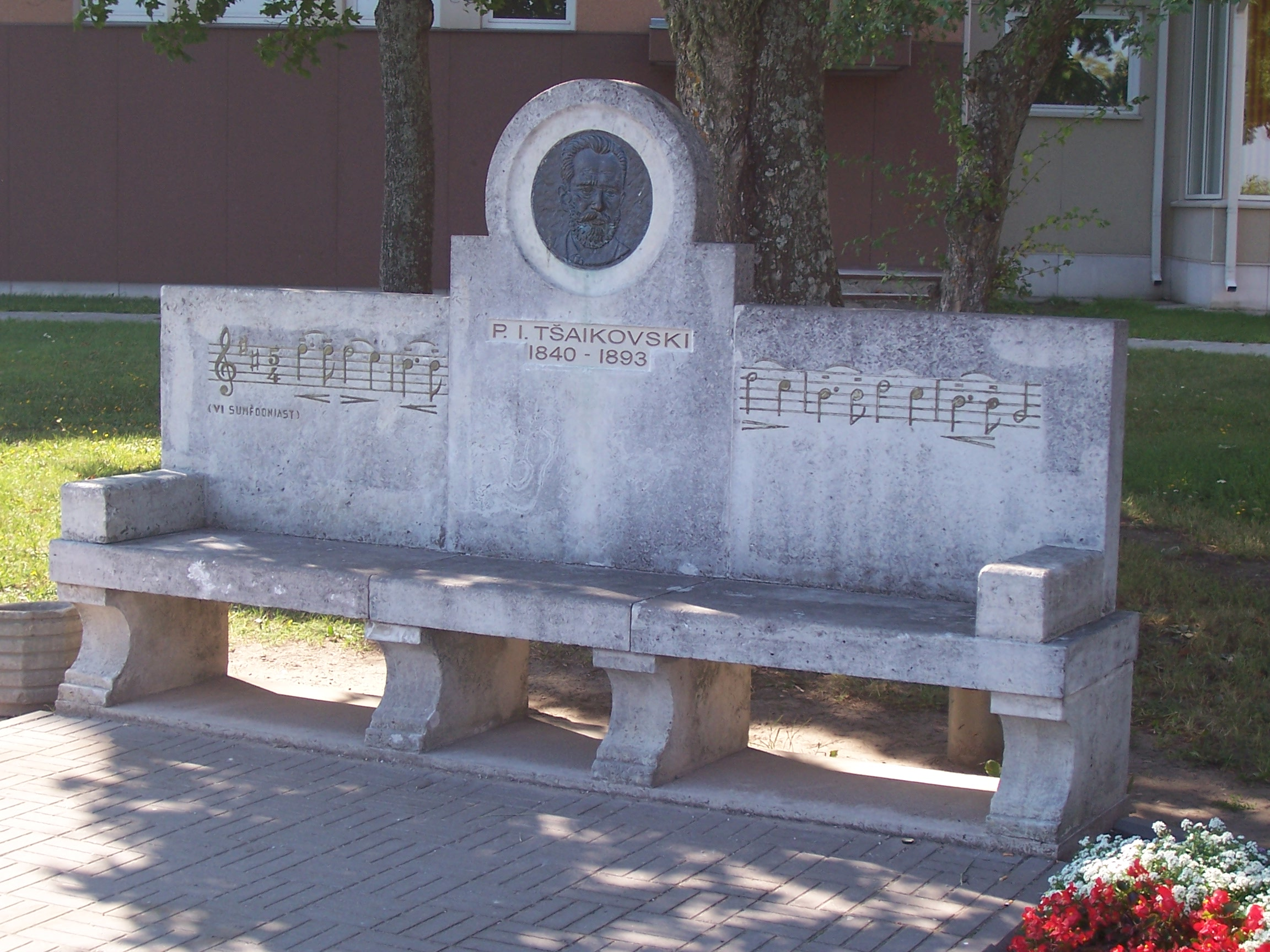
Bank zum Gedenken an P. I. Tschaikowski
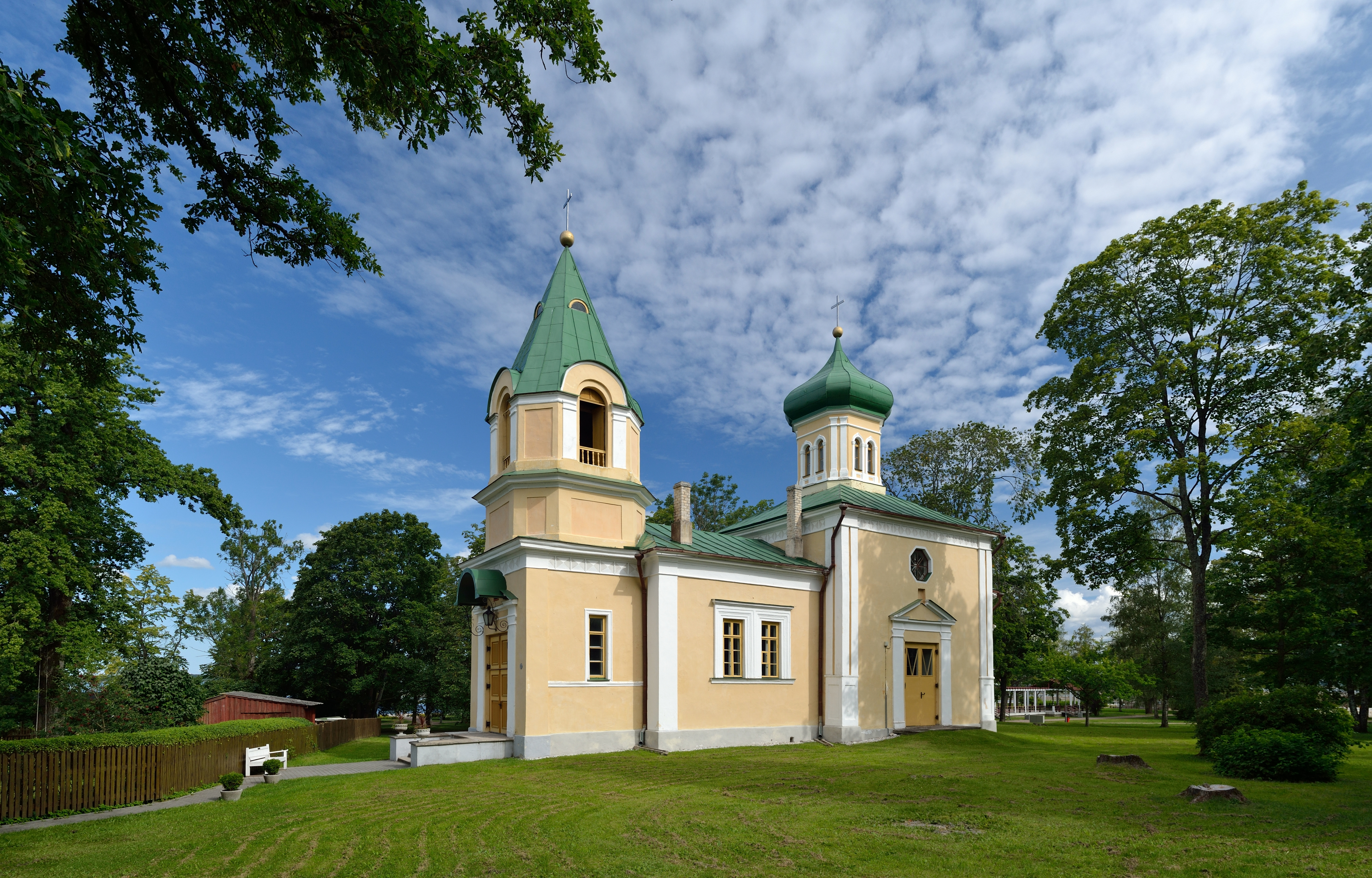
Orthodoxe Kirche
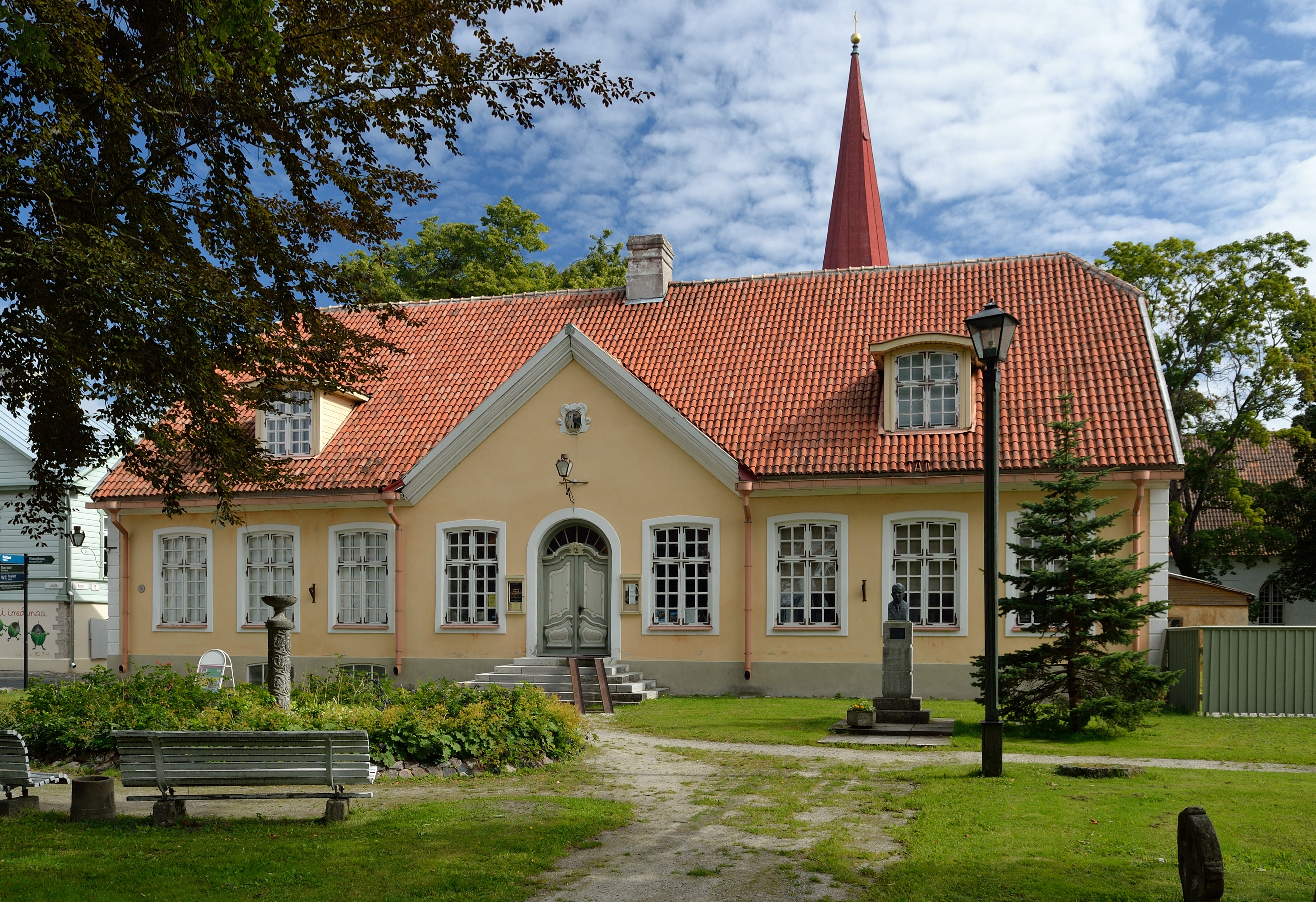
Rathaus Haapsalu
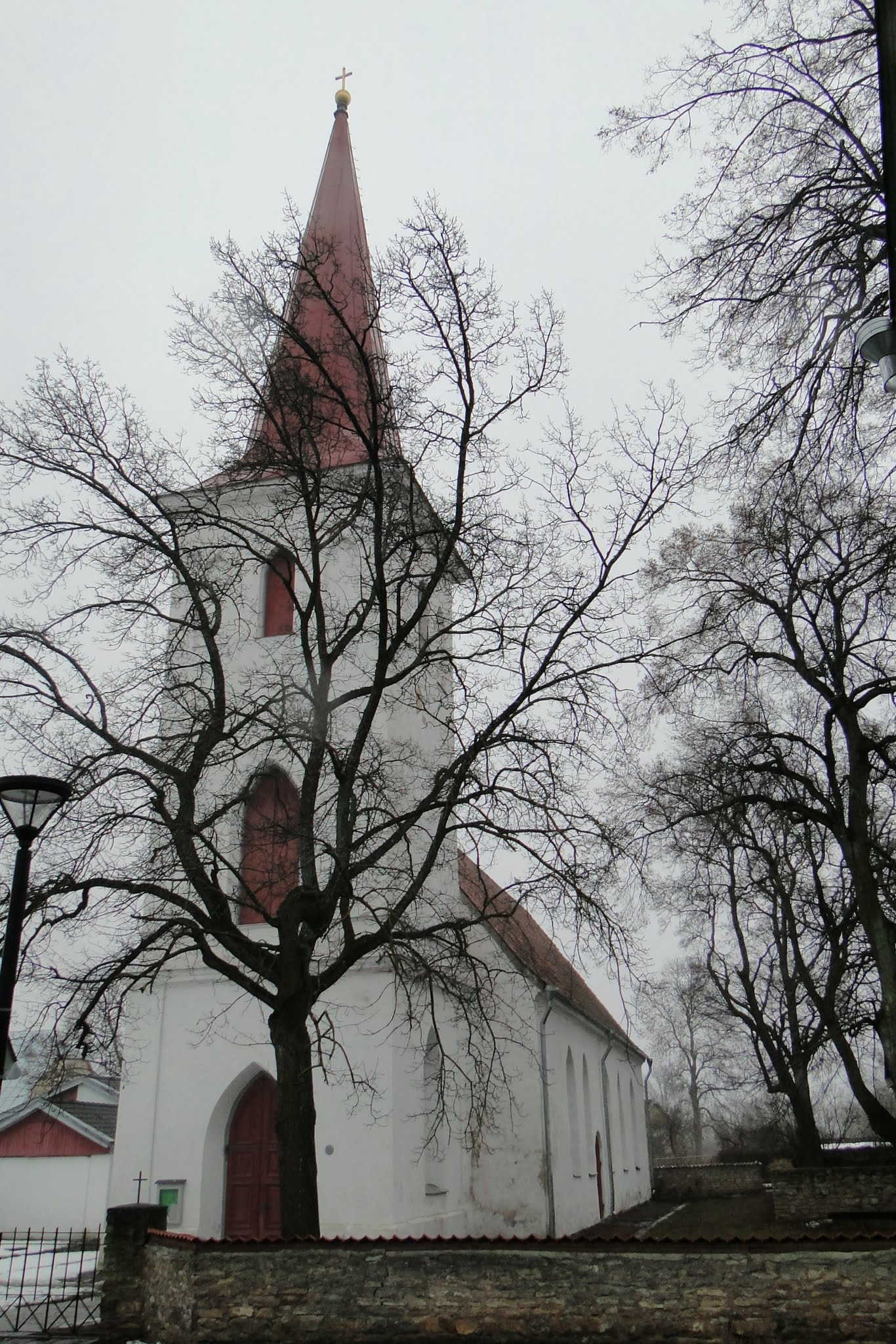
Jaani kirik / Johanniskirche

### Eisenbahnmuseum Haapsalu
Auf den im Bahnhofsareal verbliebenen Gleisen stehen heute historische Lokomotiven und Waggons, und in einem Teil des Bahnhofes ist ein Eisenbahnmuseum untergebracht. Die Fahrzeuge des Museums sollen beim Wiederaufbau der Strecke in einer zu errichtenden neuen Halle untergebracht werden. Im Gebäude und Außenbereich des Museums fand ein Teil der Dreharbeiten zum Film „Die Kinder des Fechters“ statt.
Ab dem Eisenbahnmuseum verläuft ein ca. 50 km langer Radweg auf der ehemaligen Bahntrasse bis Riisipere, wo Bahnanschluss nach Tallinn besteht. Der Radweg ist eine Investition der EU und erschließt die lange Strecke zwischen Tallinn und Haapsalu für Radtouristen.

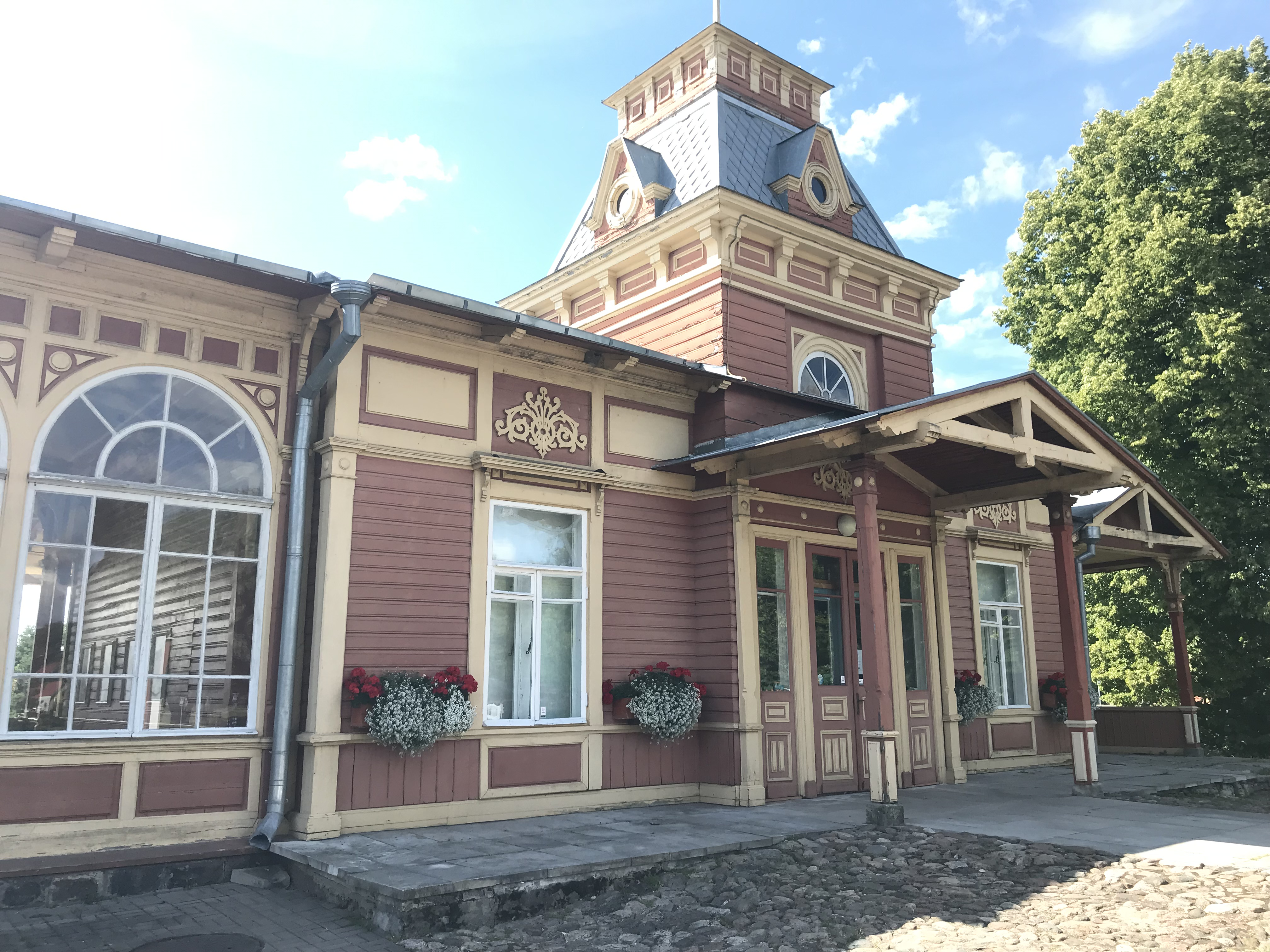
Bahnhofsgebäude
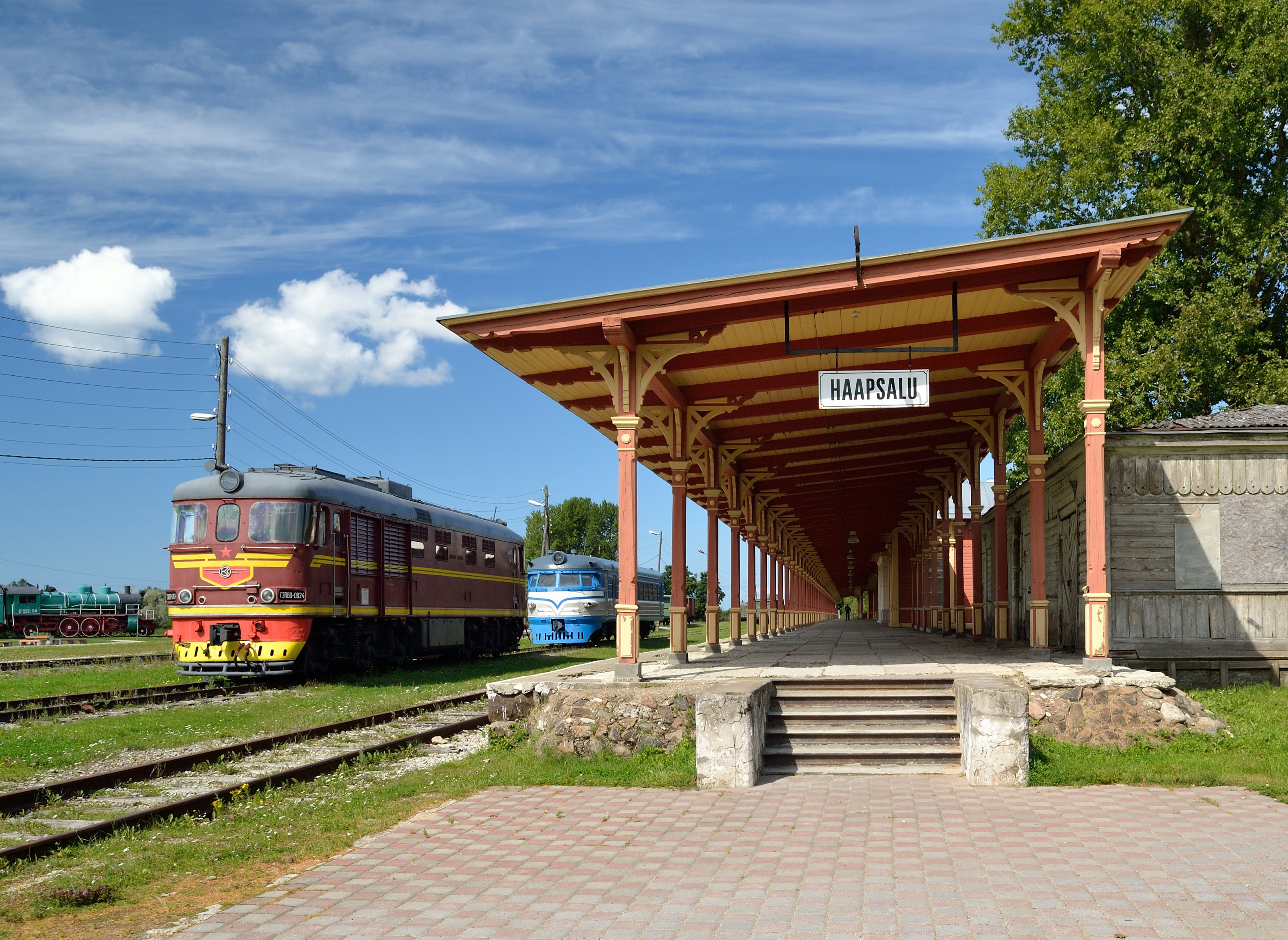
Historischer Bahnsteig
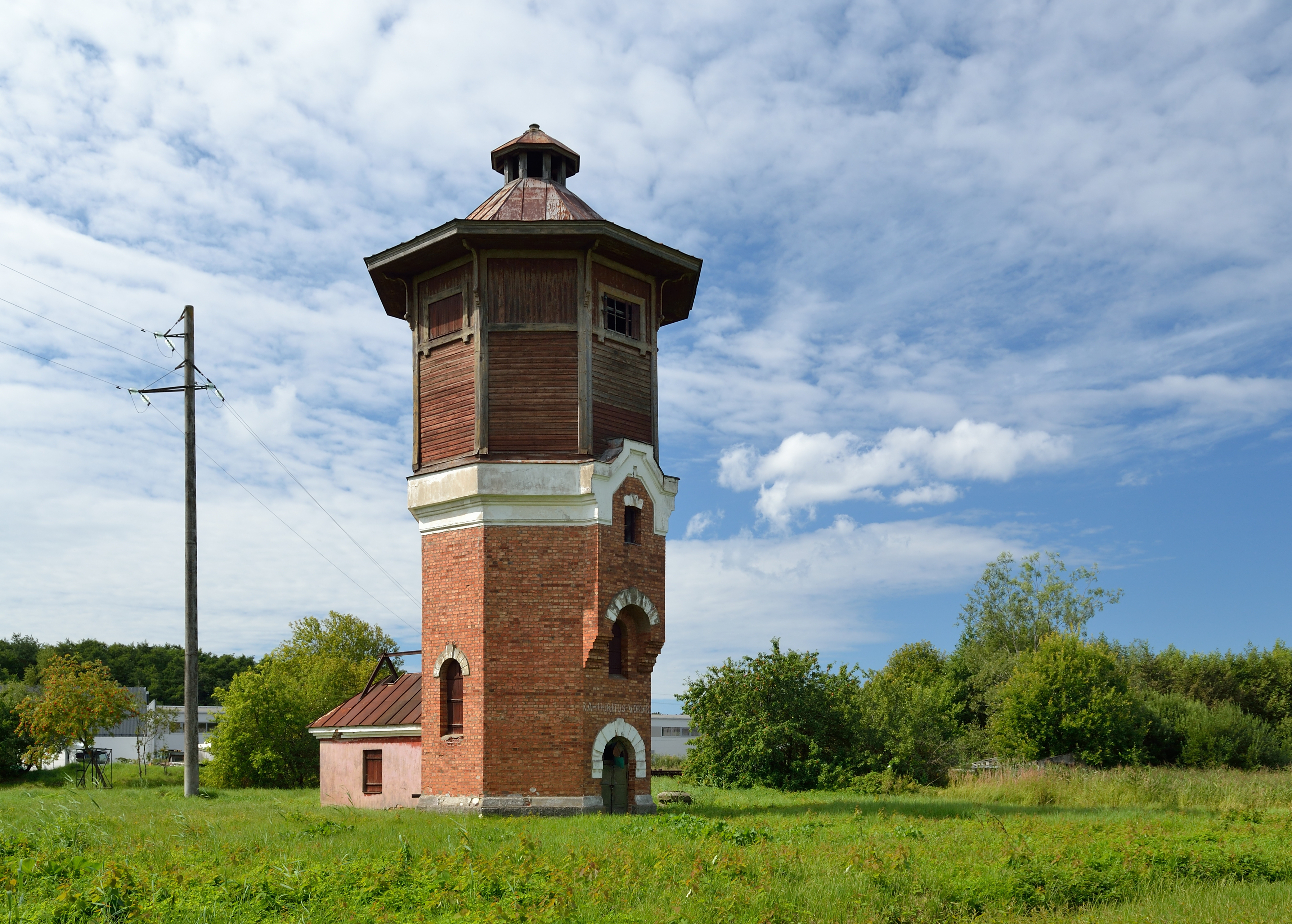
Wasserturm am ehemaligen Bahnhof
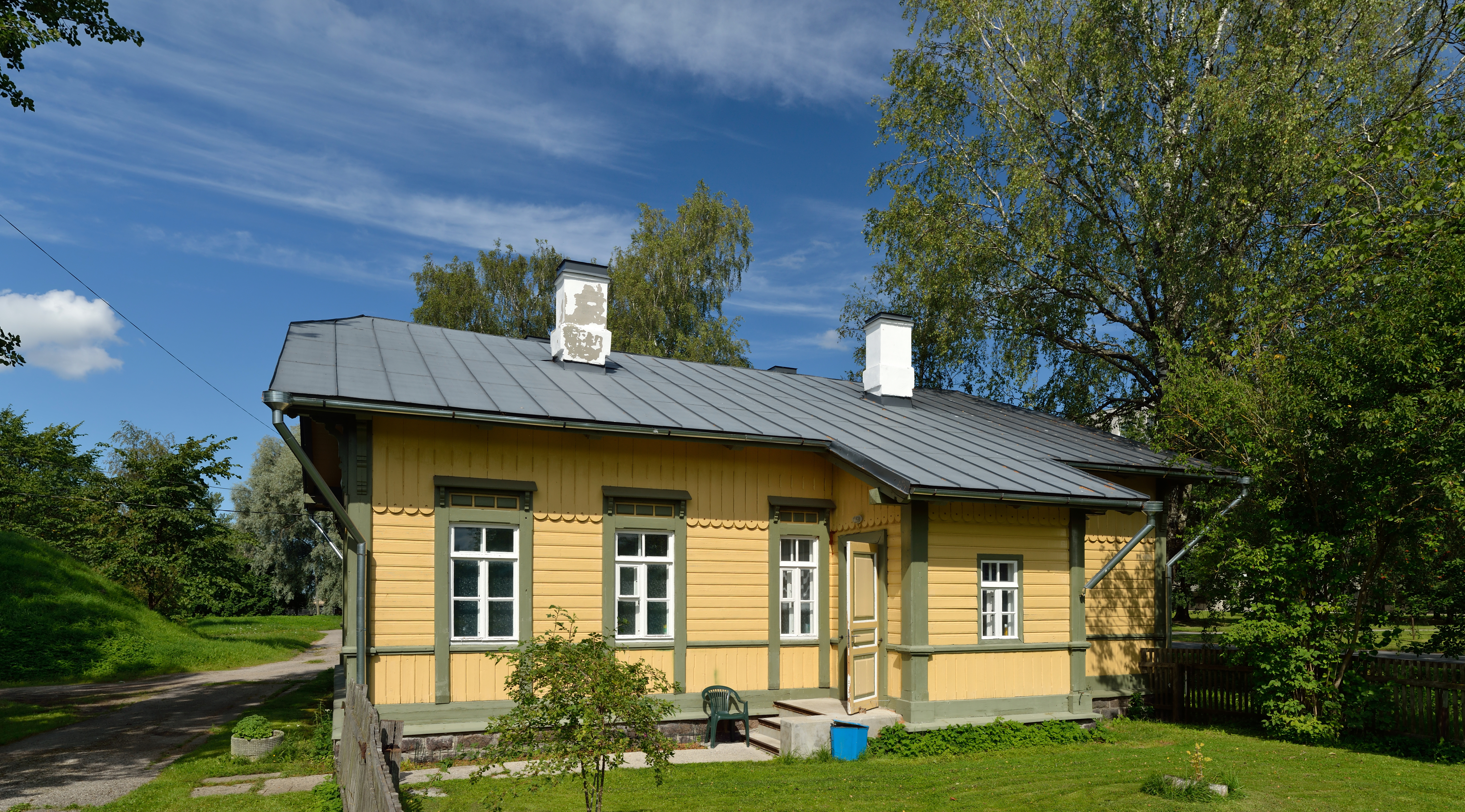
Ambulanz am ehemaligen Bahnhof
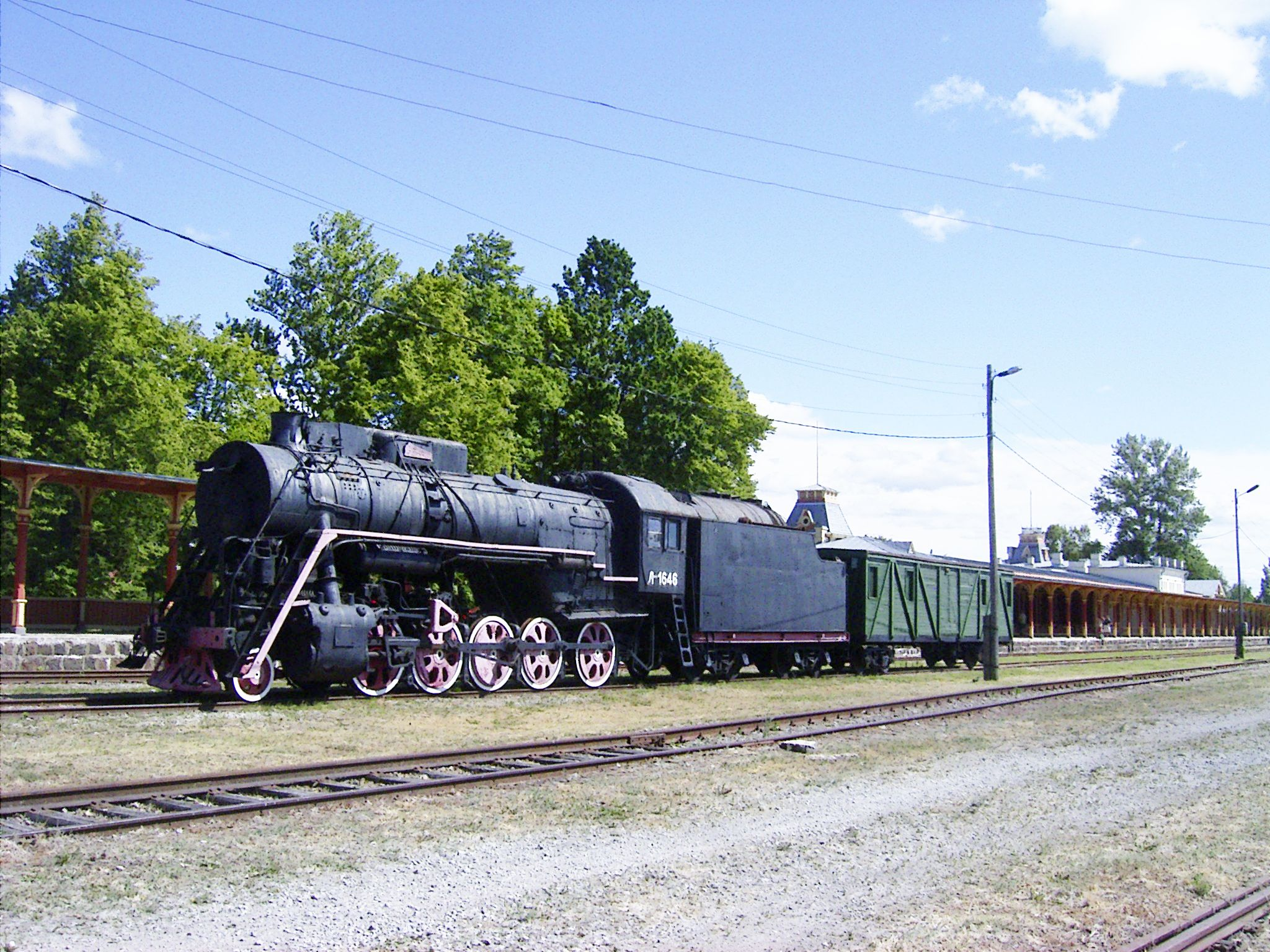
Sowjetische Dampflok L-1646 der SŽD-Baureihe Л, Baujahr 1951 im Eisenbahnmuseum
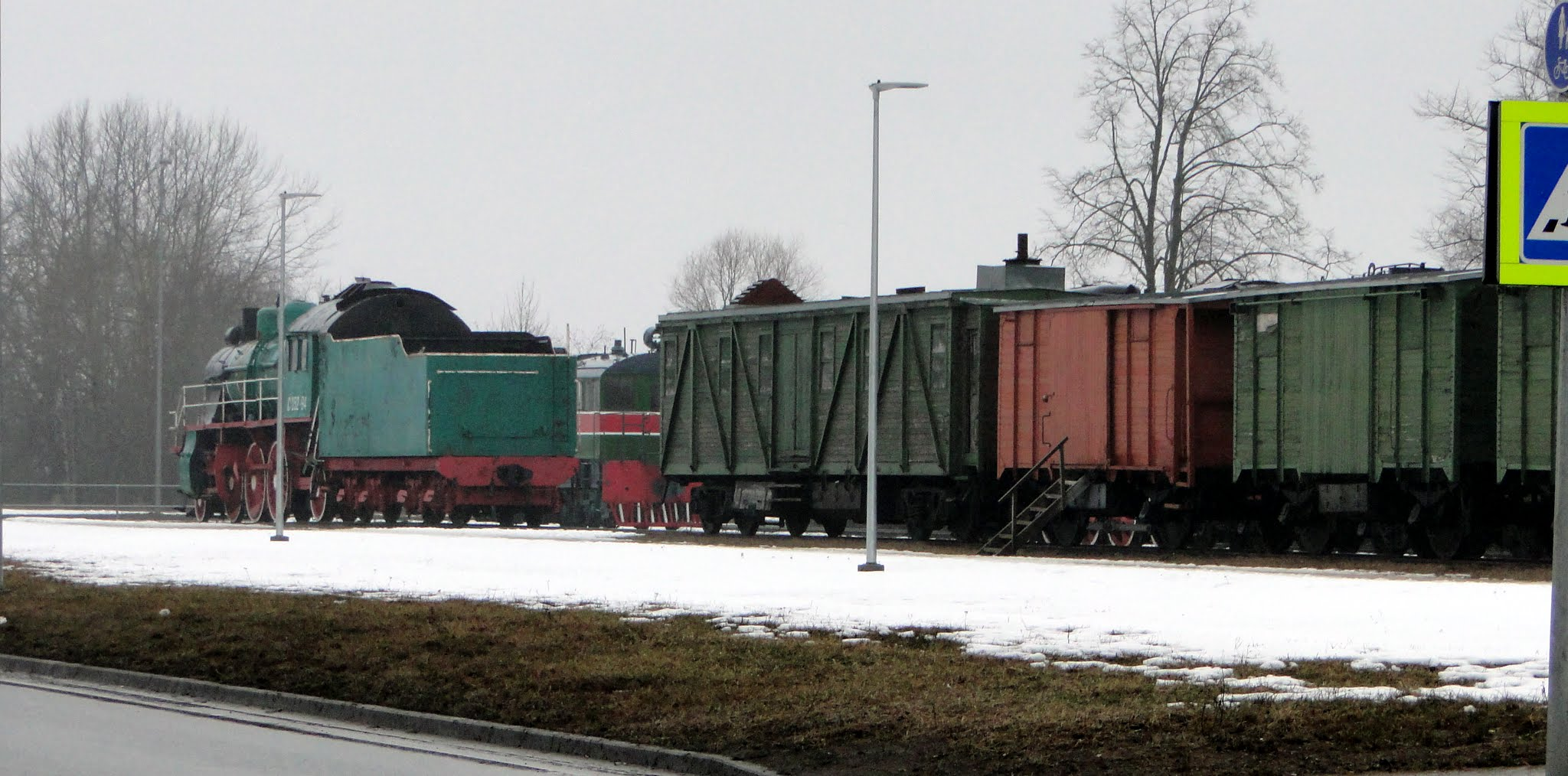
Sowjetischer Güterzug

### Sage von der Weißen Dame
Die Sage von der Weißen Dame erzählt, dass sich einst ein Domherr in ein Mädchen verliebte und dieses als Chorknabe verkleidet ins Bischofsschloss schmuggelte. Als man die Liaison entdeckte, wurde der Domherr in den Kerker geworfen, wo er verhungerte, während das Mädchen lebendig in die Wand der gerade im Entstehen begriffenen Kirche eingemauert wurde. Seither erscheint dort im mittleren Fenster in den Vollmondnächten des August ein greller Schatten, der Ähnlichkeit mit den Umrissen einer Frauengestalt hat. Jährlich findet zu diesem Zeitpunkt das Festival „Zeit der Weißen Dame“ (Valge daami aeg) statt.

### Lindenhof
Lindenhof bzw. Linden (estnisch Ungru) liegt ca. 5 Kilometer südwestlich des Stadtzentrums von Haapsalu.
Das Gut wurde erstmals 1523 erwähnt. Heute kann man nur noch die Ruine von Schloss Ungru betrachten.

### Illustrationen von „Bullerbü“ und das Museum „Ilons Wunderwelt“

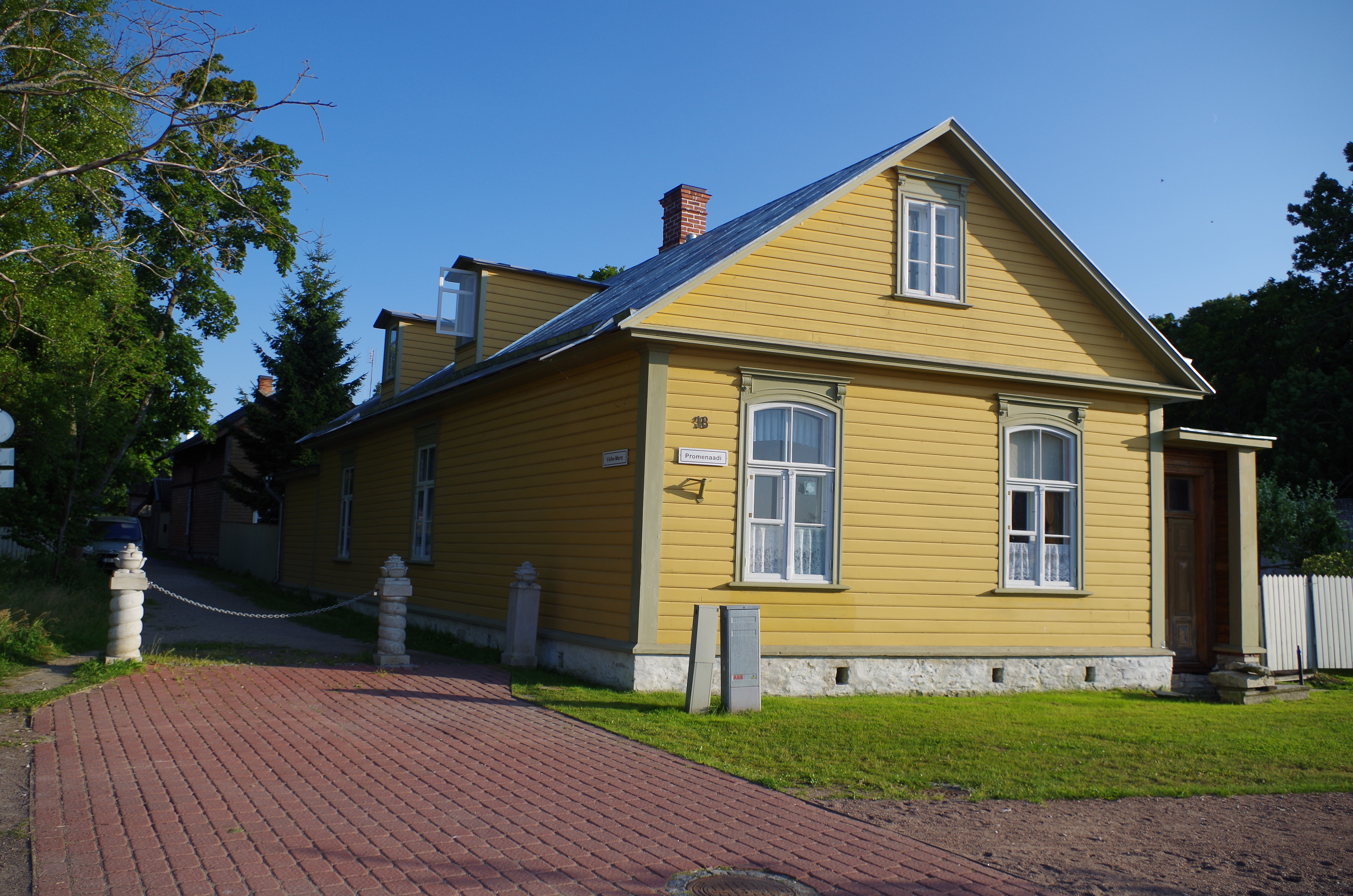
Gelb gestrichenes Holzhaus in Hapsal

Maire-Ilon Wikland, die Illustratorin von Astrid Lindgren, wuchs in Hapsal auf. Als sie später die Abbildungen für die Geschichten über Bullerbü zeichnete, hat sie mehrere Gebäuden Hapsals als Vorbild benutzt. Sie schenkte 300 Illustrationen der Stadt, die im Museum „Ilons Wunderwelt“ ausgestellt werden.

### Regelmäßige Veranstaltungen
- Festival für Alte Musik
- Geigenfestival Viiulimängud
- Pjotr-Tschaikowski-Musik-Festival
- August Blues Festival (Augustibluus)
- Valge daami aeg

## Persönlichkeiten

### Söhne und Töchter der Stadt
- Evert Horn (1585–1615), schwedischer Feldmarschall
- Carl Heinrich Wrangel (1681–1755), schwedischer Feldmarschall
- Gustav Adolph Oldekop (1755–1838), Lyriker
- Friedrich von Löwis of Menar (1767–1824), russisch-kaiserlicher Generalleutnant, Landmarschall von Livland
- Paul von Prittwitz (1791–1856), kaiserlich-russischer Generalleutnant und Senator
- Fürst Alexander Gortschakow (1798–1883), russischer Diplomat, Außenminister und Kanzler
- Ferdinand Wiedemann (1805–1887), deutschbaltischer Sprachforscher
- Jacques Rosenbaum (1878–1944), Architekt
- Johannes Bergfeldt (1886–1960), deutscher Schauspieler
- Hedwig Büll (1887–1981), deutschbaltische Missionarin
- Nikolai Vekšin (1887–1951), Segler
- Fred von Hoerschelmann (1901–1976), deutschbaltischer Hörspielautor
- Olev Laanjärv (1942–2007), Politiker und Sicherheitsexperte
- Ly Seppel (* 1943), Dichterin und Übersetzerin
- Andres Põder (* 1949), lutherischer Theologe, Erzbischof von Tallinn
- Leili Pärnpuu (1950–2022), Schachspielerin
- Andres Lipstok (* 1957), Ökonom und Politiker
- Heiki Kranich (* 1961), Politiker
- Heidi Rohi (* 1966), Fechterin
- Kaido Kaaberma (* 1968), Fechter
- Urve Palo (* 1972), Politikerin
- Nikolai Novosjolov (* 1980), Fechter
- Eda-Ines Etti (* 1981), Sängerin
- Kaia Kanepi (* 1985), Tennisspielerin
- Kristina Kuusk (* 1985), Fechterin
- Katrina Lehis (* 1994), Fechterin

### Weitere mit Haapsalu verbundene Persönlichkeiten
- Ilon Wikland (* 1930), in Tartu geboren, nach Schweden ausgewandert, Kinderbuchillustratorin
- Pjotr Iljitsch Tschaikowski soll seine 6. Sinfonie in seinem Sommerhaus in Haapsalu geschrieben haben.